# Maraschia grisescens
Maraschia grisescens là một loài bướm đêm trong họ Noctuidae.